# 街に愛があふれて…
『街に愛があふれて…』（まちにあいがあふれて）は、日本のR&Bグループ、Skoop On Somebodyの23枚目のシングル。2004年12月1日発売。発売元はエスエムイーレコーズ。

## 概要
24枚目の「December」と同時発売。
表題曲「街に愛があふれて…」は、シングル「最後の夜明け」とアルバム『undressed〜club SOS〜』のW購入者特典に当選した1000名をコーラス隊に迎え、2004年10月3日にライブレコーディングを行い収録された。

## 収録曲
作詞：TAKE　作曲：KO-ICHIRO　編曲：SOS（特記以外）
1. 街に愛があふれて… (5:57)
2. キミノユメヨカナエ (2:03)
3. Silver Bells (4:27)
作詞・作曲：EVANS RAYMOND B・LIVINGSTON JAY

## 収録アルバム

### 街に愛があふれて…
- ベスト『Singles 10years Complete Box』（2006年12月13日）
- ベスト『Singles 2002〜2006』（2006年12月13日）
- ベスト『LOVE BALLADS〜Best Of S.O.S. Ballads〜』（2009年9月30日）

### キミノユメヨカナエ
- オリジナル『Pianoforte』（2006年2月22日）※album version
- オムニバス『夢がかなううた』（2009年4月29日）※album version